# Hoikkajärvi (sjö i Suomussalmi, Kajanaland)
Hoikkajärvi är en sjö i kommunen Suomussalmi i landskapet Kajanaland i Finland. Sjön ligger 213,8 meter över havet. Den är 6,8 meter djup. Arean är 45 hektar och strandlinjen är 8,57 kilometer lång. Sjön  ingår i Uleälvens huvudavrinningsområde.   Den ligger omkring 87 kilometer nordöst om Kajana och omkring 560 kilometer norr om Helsingfors. 
I sjön finns öarna Korkeasaari, Punkkasaari och Talviaissaari.